# كاليميرو
كاليميرو مسلسل رسوم متحركة أو أنمي مقتبس من قصة إيطالية ومن إنتاج شركة توي أنيميشن اليابانية والشركة أنتجت نسختين من المسلسل: الأولى عام 1974 مكونة من 47 حلقة، ونسخة ثانية أحدث بشخصيات جديدة عام 1992 بلغت عدد حلقاته 52 حلقة.

## القصة
كاليميرو هو فرخ دجاج صغير لونه أسود، ويرتدي نصف قشرة بيضته على رأسه. كل حلقة من المسلسل هي عن حدث أو مغامرة لكاليميرو مع أصدقائه.

## الشخصيات
- كاليميرو
- فاليريانو
- بسيلا
- سوزي
- كرميلا
- دنكي

## وصلات خارجية
- كاليميرو على موقع IMDb (الإنجليزية)
- كاليميرو على موقع كينوبويسك (الروسية)
- كاليميرو على موقع ألو سيني (الفرنسية)
- كاليميرو على موقع قاعدة بيانات الفيلم (الإنجليزية)
- كاليميرو على موقع ANN anime (الإنجليزية)

 (بالإنجليزية)
- كاليميرو (1992) في شبكة أخبار الأنمي (بالإنجليزية)